# Живко
Жи́вко (болг. Живко) — село в Габровській області Болгарії. Входить до складу общини Габрово.

## Населення
За даними перепису населення 2011 року у селі проживали 24 особи, з них 22 особи (95,7%) — болгари.
Розподіл населення за віком у 2011 році:
Динаміка населення: